# 8º Reggimento artiglieria terrestre "Pasubio"
L'8º Reggimento artiglieria terrestre "Pasubio" è un'unità dell'Esercito Italiano, appartenente alla Brigata bersaglieri "Garibaldi".

## La storia
Il reggimento venne costituito a Verona il 1º luglio 1860, con la denominazione di 8º Reggimento artiglieria da sette batterie preesistenti del Corpo d'artiglieria, assieme ad una batteria toscana e a tre batterie emiliane, che parteciparono alla prima e alla seconda guerra d'indipendenza, come reggimento di artiglieria del Regio Esercito con una delle batterie, la 2ª batteria, che in precedentemente alla costituzione del reggimento aveva guadagnato al suo stendardo la Medaglia di Bronzo nell'assedio di Peschiera del 1848 nel corso della prima guerra di indipendenza.
Il Reggimento prese poi parte nelle Marche, nell'Umbria e nelle regioni meridionali ai combattimenti per il raggiungimento dell'unità d'Italia ed a Mola di Gaeta la 6ª batteria conquistava per il suo stendardo un'altra medaglia di bronzo. Il Reggimento prese parte, nel corso della terza guerra d'indipendenza con la 5ª batteria con 6 pezzi, il 26 luglio 1866, al vittorioso combattimento del Ponte sul Torre e alla conquista di Versa, e ai combattimenti che, il 20 settembre 1870 si svolsero a Roma, presso Porta San Pancrazio, in occasione della presa di Roma.

### 8º Reggimento artiglieria da campagna
Nel 1882 la sua denominazione divenne 8º Reggimento artiglieria da campagna.
Allo scoppio della prima guerra mondiale il reggimento era inquadrato tra le truppe suppletive del I Corpo d'armata alle dipendenze della 4ª Armata. Nel corso del conflitto il reggimento vide il I Gruppo sacrificarsi a San Daniele del Friuli.
Nel primo dopoguerra l'8º Reggimento artiglieria è entrato a far parte nel 1926 alla Divisione Militare Territoriale di Verona, che nel 1934 divenne Divisione di fanteria "Del Pasubio" (9ª) con il reggimento che prese il nome di 8º Reggimento artiglieria per Divisione di Fanteria e nel 1935 8º Reggimento artiglieria "Del Pasubio".
Nel corso della seconda guerra mondiale l'8º Reggimento artiglieria da campagna venne impiegato nella campagna di Russia, nel corso della quale il suo stendardo venne decorato con una Medaglia d'Argento guadagnata durante l'offensiva che condusse il Reggimento con la Divisione "Pasubio", dall'agosto 1941 al maggio 1942, per oltre 1 000 chilometri in territorio nemico fino al Don, cui seguì una Medaglia d'oro nel terribile calvario della battaglia difensiva del Don, dal 1º dicembre 1942 al 15 gennaio 1943, nella quale il Reggimento andò pressoché distrutto riuscendo a portare in salvo lo Stendardo a cui fece da scorta l'ultimo cannone, trainato a braccia con la forza dell'orgoglio per 280 chilometri.

### Nell'Esercito Italiano
Il Reggimento è stato ricostituito a Livorno nel 1947 come "Reggimento artiglieria da Campagna" della Divisione "Friuli". Nel 1960 venne trasferito alle dipendenze del V Corpo d'armata e nel 1964 venne inquadrato nella Brigata di cavalleria "Pozzuolo del Friuli".
Il 1º ottobre 1975, a seguito della ristrutturazione dell'Esercito Italiano, veniva sciolto dando vita a due unità gemelle: l'8º gruppo artiglieria da campagna semovente "Pasubio", con sede in Banne presso Trieste, ed il 120º gruppo artiglieria da campagna semovente "Po" con sede a Palmanova.
Il 18 settembre 1996 ha riassunto l'ordinamento reggimentale trasferendosi dalla sede triestina a quella di Udine. Il 30 settembre 2001, in seguito ai provvedimenti ordinativi derivannti dal Decreto Legislativo 214/00, lascia la sede di Udine ed il 1º ottobre dello stesso anno si ricostituisce, alle dipendenze della Brigata "Garibaldi", nella sede di Persano presso Salerno, con personale e materiali del disciolto 11º Reggimento artiglieria da campagna semovente "Teramo" che ne eredita Stendardo e tradizioni.

## Soccorso alla popolazione
Nel 1976 ha partecipato attivamente alle operazioni di soccorso alle popolazioni friulane duramente colpite dal sisma del 6 maggio. In tale occasione lo Stendardo è stato decorato di Medaglia di Bronzo al Valore dell'Esercito.
Nel febbraio 2012 aliquote di personale e mezzi dell'8º Reggimento artiglieria terrestre "Pasubio" sono stati mobilitati per l'emergenza maltempo e sono intervenuti per ripristinare la viabilità a Potenza, Melfi, Lagonegro e Forenza.

## Scudo
Interzato in palo: nel primo, partito di rosso e d'argento alla croce dell'uno all'altro, accantonata nel secondo cantone da un capo d'azzurro, carico di tre gigli d'oro, ordinati in fascia ed alternati da quattro denti di un lambello cucito di rosso (Capo d'Angio, per Bologna) e nel quarto cantone, dal giglio bottonato di rosso (di Firenze); nel secondo, troncato: nel 1º, contro troncato, a) d'azzurro, alla ruota d'oro raggiata di otto; b) di verde, a due anguille al naturale, poste in palo, attraversanti sulla troncatura (di Peschiera); nel 2º, inquartato di rosso e d'argento (di Gaeta); nel terzo, d'azzurro al tridente bizantino d'Ucraina d'oro, sormontato da una stella d'argento. Il tutto abbassato al capo d'oro con quartier franco destro d'azzurro caricato dal tridente bizantino d'Ucraina d'oro.
Ornamenti esteriori:
- lo scudo è sormontato dalla corona turrita degli Enti Militari
- lista bifida d'oro, svolazzante, collocata sotto la punta dello scudo, incurvata con la concavità rivolta verso l'alto, riportante il motto, in lettere maiuscole di nero: VIS IGNEA
- nastri rappresentativi delle ricompense al Valore: annodati nella parte centrale non visibile della corona turrita, scendenti svolazzanti in sbarra ed in banda dal punto predetto, passando dietro la parte superiore dello scudo: 1 M.O.V.M., 1 M.A.V.M., 2 M.B.V.M., 1 M.B.V.E.

## Onorificenze

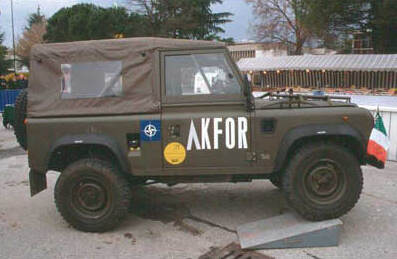
AR 90

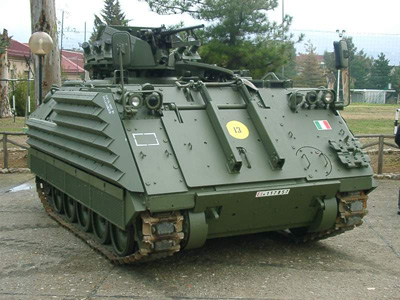
VCC

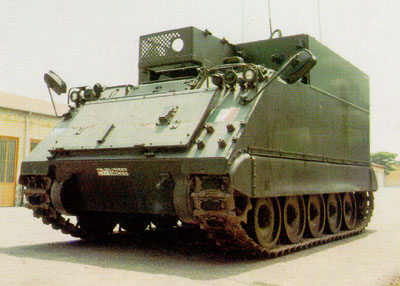
M577

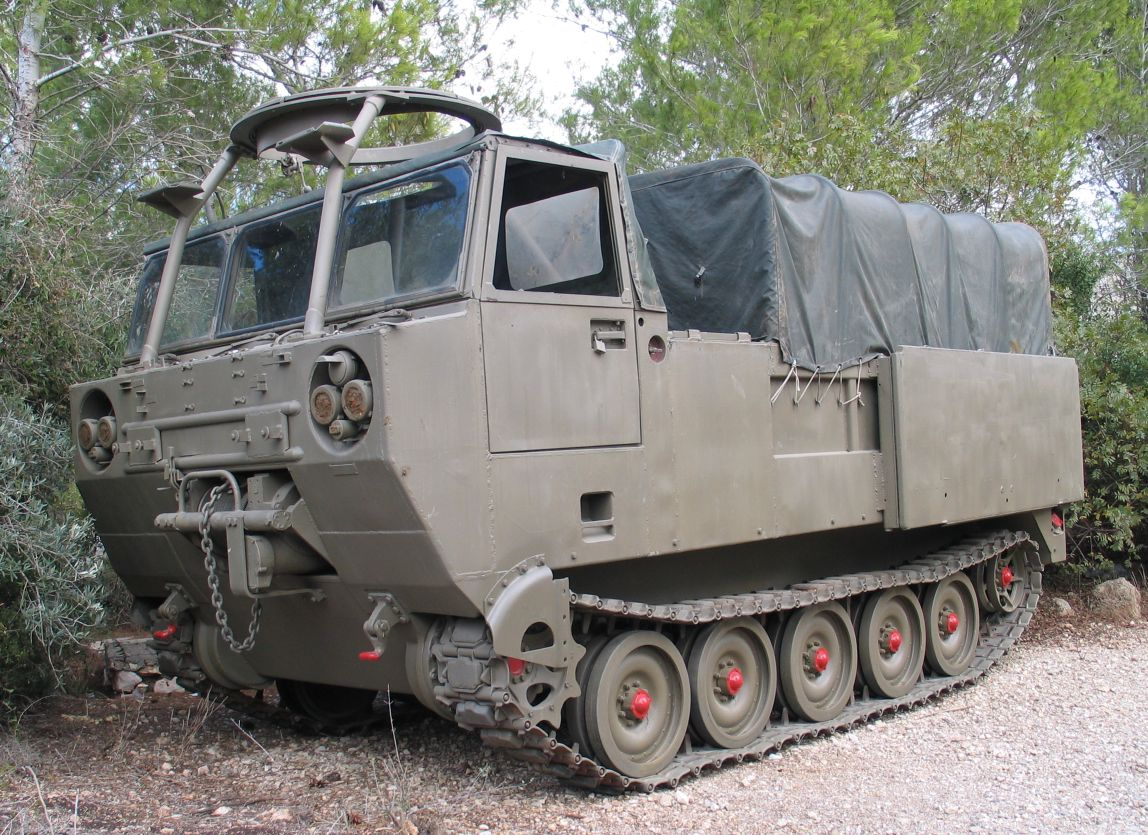
M548

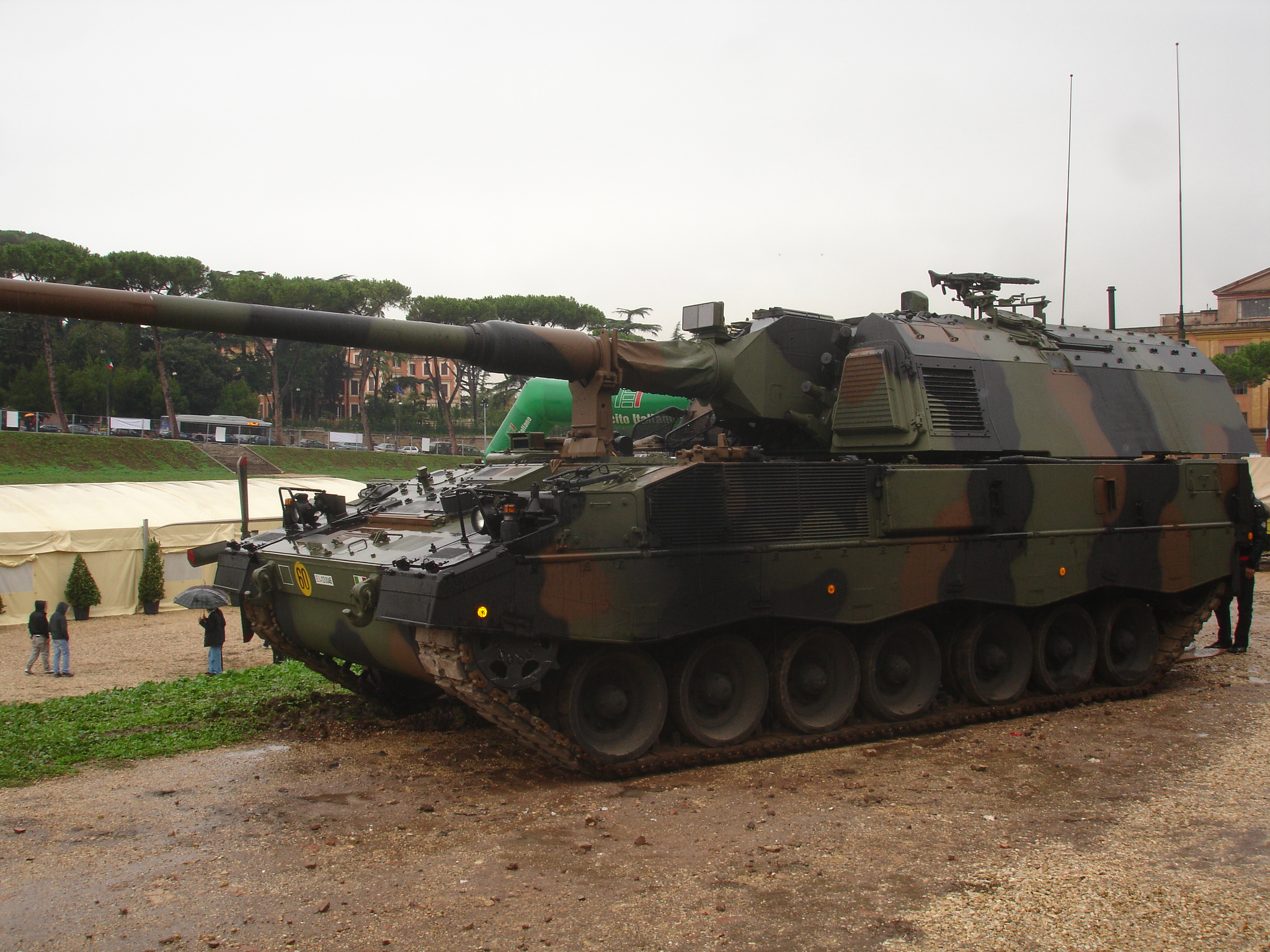
PZH 2000

## Stemma
Scudo: interzato in palo: nel primo partito di rosso e d'argento alla croce dell'uno nell'altro, accantonata nel 2º dal capo d'Angiò (Bologna) e nel 4º dal giglio di Firenze di rosso; nel secondo troncato: nel 1º campo di cielo, nel 2º di verde, alle due anguille poste in palo attraversanti sulla troncatura, accompagnate in capo da una ruota di otto raggi d'oro (Peschiera); sotto inquartato di rosso e d'argento (Gaeta); nel terzo di azzurro all'arma di Ucraina d'oro, sormontato da una stella d'argento (5). Il tutto abbassato al capo d'oro con quartier franco destro d'azzurro caricato all'arma di Ucraina
Corona turrita.
Ornamenti esteriori:
lista bifida: d'oro, svolazzante, collocata sotto la punta dello scudo, incurvata con la concavità rivolta verso l'alto, riportante il motto: "Vis ignea".
nastro rappresentativo delle ricompense al Valore: una medaglia d'Oro al Valor Militare, una medaglia d'argento al Valor Militare, due medaglie di bronzo al Valor Militare, una medaglia di bronzo al valore dell'esercito sono annodate nella parte centrale non visibile della corona turrita, scendenti svolazzanti in sbarra ed in banda dal punto predetto, passando dietro la parte superiore dello scudo.

## Festa del reggimento
- La festa del reggimento si svolge il 15 giugno, anniversario della battaglia del Solstizio del 1918.

## Armi e mezzi in dotazione
Informazioni ricavate dalla pagina dell'8º Reggimento artiglieria terrestre "Pasubio" nel sito dello Stato Maggiore dell'Esercito.

### Armamento
- Pistola automatica "BERETTA 92 FS" cal.9
- Fucile d'assalto "AR 70/90" cal. 5,56
- Arma di reparto "MINIMI" cal. 5,56
- Arma di reparto "MG 42/59" cal. 7,62 NATO
- Arma di reparto Browning cal. 12,7
- OD 82/SE
- Mortaio rigato da 120 mm
- Lanciarazzi Controcarro "Folgore"

### Mezzi
- Land Rover AR 90
- VCC-1 Camillino
- M577 - Veicolo Posto Comando
- M548 - Veicolo Trasporto Munizioni
- PzH 2000 - Obice Semovente 155 mm